# Valle di Casies
Valle di Casies, németül: Gsies, település Olaszországban, Bolzano autonóm megyében (Dél-Tirolban). Lakosainak száma 2320 fő (2023. január 1.). Valle di Casies Dobbiaco, Rasen-Antholz, Villabassa, Monguelfo-Tesido, Innervillgraten és Sankt Jakob in Defereggen községekkel határos.

## Népesség
A település népességének változása:
| Lakosok száma | 2101 | 2323 | 2329 | 2320 |
|               | 2008 | 2017 | 2018 | 2023 |